# ملیادینو سان فیدنتزیو
ملیادینو سان فیدنتزیو (به ایتالیایی: Megliadino San Fidenzio) یک کومونه در ایتالیا است که در استان پادووا واقع شده‌است.

## خصوصیات
ملیادینو سان فیدنتزیو ۱۵٫۶ کیلومترمربع مساحت و ۱٬۸۸۴ نفر جمعیت دارد و ۱۲ متر بالاتر از سطح دریا واقع شده‌است.